# Norberto Téllez
Norberto Téllez Santana (Rodas, 22 gennaio 1972) è un ex mezzofondista e velocista cubano.

## Palmarès

### Giochi olimpici
- 1 medaglia:
  - 1 argento (Barcellona 1992 nella staffetta 4×400 m)

### Mondiali
- 1 medaglia:
  - 1 argento (Atene 1997 negli 800 m piani)

### Giochi panamericani
- 3 medaglie:
  - 2 ori (Mar del Plata 1995 nei 400 m piani; Mar del Plata 1995 nella staffetta 4×400 m)
  - 1 argento (Winnipeg 1999 negli 800 m piani)

### Mondiali juniores
- 1 medaglia:
  - 1 bronzo (Plovdiv 1990 negli 800 m piani)

### Universiadi
- 1 medaglia:
  - 1 oro (Palma 1999 negli 800 m piani)

### Goodwill Games
- 2 medaglie:
  - 2 argenti (San Pietroburgo 1994 nella staffetta 4×400 m; Uniondale 1998 negli 800 m piani)

### Giochi centroamericani e caraibici
- 4 medaglie:
  - 4 ori (Ponce 1993 nei 400 m piani; Ponce 1993 nella staffetta 4×400 m; Maracaibo 1998 negli 800 m piani; Maracaibo 1998 nella staffetta 4×400 m)

### Campionati ibero-americani
- 3 medaglie:
  - 3 ori (Siviglia 1992 nella staffetta 4×400 m; Medellín 1996 negli 800 m piani; Medellín 1996 nella staffetta 4×400 m)

## Altre competizioni internazionali
1998
- Bronzo in Coppa del mondo ( Johannesburg), 800 m piani - 1'48"92